# Liste de musées en Autriche
 (mars 2023).
Si vous disposez d'ouvrages ou d'articles de référence ou si vous connaissez des sites web de qualité traitant du thème abordé ici, merci de compléter l'article en donnant les références utiles à sa vérifiabilité et en les liant à la section « Notes et références ».
Pour les autres articles nationaux ou selon les autres juridictions, voir Liste des musées par pays.
Cet article présente une liste des musées en Autriche par État fédéré, puis par ville.

## Basse-Autriche

### Klosterneuburg
- Essl Museum

### Rohrau
- Galerie de peinture des comtes Harrach

### Saint-Hippolyte
- Niederösterreichisches Landesmuseum

### Tulln an der Donau
- Musée Egon Schiele

## Burgenland

### Raiding
- Maison natale de Franz Liszt

## Carinthie

### Hüttenberg
- Musée Heinrich-Harrer

### Neuhaus
- Museum Liaunig

### Villach
- Museum der Stadt

### Klagenfurt
- Diözesanmuseum
- Landesmuseum Kärnten Rudolfinum
- Museum Moderner Kunst Kärnten

## Haute-Autriche

### Alkoven
- Château de Hartheim

### Linz
- Ars Electronica Center - Museum der Zukunft
- Lentos Kunstmuseum
- Musées d'État de la Haute-Autriche

## Salzbourg

### Salzbourg
- MdM Mönchsberg - Museum der Moderne
- Maison natale de Mozart
- Residenzgalerie
- Salzburger Barockmuseum

### Sankt Gilgen
- Musée d'instruments de musique des peuples

## Styrie

### Graz
- Landesmuseum Joanneum
- Musée d'art de Graz

## Tyrol

### Innsbruck
- Sammlungen Schloß Ambras
- Tiroler Landesmuseum Ferdinandeum

## Vienne

### Vienne
- Académie des beaux-arts de Vienne
- Albertina
  - Grande Passion
- Maison Mozart à Vienne
- Maison natale de Franz Schubert
- MAK - Museum für angewandte Kunst
- Musée autrichien du film
- MUSA - Museum auf Abruf
- Musée de l'espéranto
- Musée d'histoire de l'art de Vienne
- Musée d'histoire militaire de Vienne
- Muséum d'histoire naturelle de Vienne
- Musée juif
- Musée du quartier de Leopoldstadt
- Musée Liechtenstein
- Lipizzaner Museum
- Musée Sigmund-Freud de Vienne
- Musée des techniques de Vienne
- Musée de la brique
- MuseumsQuartier Wien, qui comprend notamment : 
  - Museum Moderner Kunst - Stiftung Ludwig (MUMOK)
  - Musée Leopold
- Österreichisches Museum für Volkskunde
- Österreichisches Theatermuseum
- Österreichische Galerie Belvedere (Palais du Belvédère)
- Palais impérial de Hofburg
- Villa Wertheimstein
- Musée de Vienne (Wien Museum, ex : Historisches Museum der Stadt)

## Vorarlberg

### Brégence
- Musée d'art de Brégence
- Vorarlberg museum
- Musée juif de Hohenems

### Hittisau
- Musée des femmes de Hittisau